# Lijst van spelers van Toulouse FC
Deze lijst omvat voetballers die bij de Franse voetbalclub Toulouse FC spelen of gespeeld hebben. De spelers zijn alfabetisch gerangschikt.

## A
- Boumedienne Abderrhamane
- Yacine Abdessadki
- Théophile Abega
- Alberto Acosta
- Ali Ahamada
- Florian Aigouy
- Jean-Louis Akpa-Akpro
- Hervé Alicarte
- Salim Arrache
- Dominique Arribagé
- Eric Assadourian
- Rédah Atassi
- Lucien Aubey
- Fabien Audard
- Christophe Avezac

## B
- Bobo Baldé
- Laszlo Balint
- Florent Balmont
- Anthony Bancarel
- Edmond Baraffe
- José Javier Barkero
- Fabien Barthez
- Jean Bastien
- Laurent Batlles
- Julien Baudet
- Henri Bedimo
- Wissam Ben Yedder
- Cesar Benedetti
- Benoît Benvegnu
- Philippe Bergeroo
- Bryan Bergougnoux
- Jacques Bernard
- Mathieu Berson
- Serge Bex
- Jérémy Blayac
- Olivier Blondel
- Víctor Bonilla
- Alexandre Bonnet
- Richard Boucher
- Amid Bouchouhk
- Daniel Braaten
- Said Brahimi
- Anthony Braizat
- Yngve Brodd
- Marius Bruat
- Regis Bruneton

## C
- Pierre Cahuzac
- Alsény Camara
- Vincent Candela
- Étienne Capoue
- Julien Cardy
- Bruno Carotti
- Cédric Carrasso
- Alain Casanova
- Alfredo Cascini
- Mauro Cetto
- Ulrick Chavas
- Walid Cherfa
- Vagiz Chidijatoellin
- Didier Christophe
- Ludovic Clement
- François Clerc
- José Cobos
- Edwin Congo
- Daniel Congré
- Kévin Constant
- Laurent Courtois

## D
- Eugène Dadi
- Stéphane Dalmat
- Emile Daniel
- Issoumaïla Dao
- Michaël Debève
- Stéphane Demol
- René Dereuddre
- Eric Descombes
- Pascal Despeyroux
- Antoine Devaux
- Raoul Diagne
- Lamine Diatta
- Étienne Didot
- Sylvain Didot
- Nicolas Dieuze
- Jean-François Domergue
- Nicolas Douchez
- André Doye
- Kévin Dupuis
- Maurice Dupuis
- Jean-Philippe Durand

## E
- Albin Ebondo
- Eduardo
- Eduardo Ratinho
- Johan Elmander
- Achille Emana
- Patrice Eyraud

## F
- Fabinho
- José Farias
- Cédric Fauré
- Lucien Favre
- Fernandão
- Jean-Marc Ferratge
- Bernard Ferrer
- Mickael Firmin
- Abdelkader Firoud
- Mohamed Fofana
- Jacques Foix
- Robert Forno
- Pavel Fořt
- André Frey

## G
- Christophe Galtier
- Denis Genreau
- André-Pierre Gignac
- Thibault Giresse
- Vinko Golob
- Estebán Gomez
- Alain Gouaméné
- Pierre Granier
- Pierre Grillet
- Antoine Groschulski
- Adrián Gunino
- Laurent Guyot

## H
- Said Haddad
- Faruk Hadžibegić
- Othmane Hamama
- Sébastien Hamel
- Saïd Hamulić
- Fabrice Henry
- Jean Hernández
- Gabriel Hoffmann
- Viliam Hyravy

## I
- Abderrhamane Ibrir
- Herita Ilunga
- Samuel Ipoua

## J
- Hamada Jambay
- Fabrice Jau
- Jon Jönsson

## K
- Sylvain Kastendeuch
- Colin Kâzım-Richards
- Jean Kazmarek
- Curt Keller
- David Klein
- Paul Kohler

## L
- Jean-Pierre La Placa
- Eric Lada
- Atilla Ladinszky
- Søren Larsen
- Christophe Lauwers
- Aaron Leya Iseka
- Camille Libar
- Marc Libbra
- Stéphane Lievre
- Christian Lopez
- José Lopez
- Anthony Loustallot
- Claude Lowitz
- Luan

## M
- Cheikh M'Bengue
- Sébastien Macé
- Zinédine Machach
- Khennane Mahi
- Robert Malm
- Erwan Manac'h
- Fodé Mansaré
- Alberto Márcico
- Ángel Marcos
- Tony Marek
- Joaquín Martínez
- Jean-Jacques Marx
- Jérémy Mathieu
- Guy Mauffroy
- Patrice Maurel
- Aurélien Mazel
- Luis Mejia
- Bror Mellberg
- Xavier Meride
- Alan Mermillod
- Abdelkrim Merry Krimau
- Jérémy Michel
- Ahmed Mihoubi
- Philippe Montanier
- Jérémie Moreau
- Daniel Moreira
- Andre Moulon
- Lucien Muller

## N
- Oumar N'Diaye
- Sylvain N'Diaye
- Ousmane N'Doye
- Alexandre N'Gadi
- Mehdi Nafti
- Václav Němeček
- Wilfried Niflore
- Pavle Ninkov
- Dany Nounkeu
- Guy Nungesser

## O
- Oceano
- Predrag Ocokoljić
- Javier Olaizola

## P
- Jacky Paillard
- Marc Pascal
- Franck Passi
- Gérald Passi
- Paulo César
- Paulo Machado
- Reynald Pedros
- Yohann Pele
- Xavier Pentecôte
- Jean Perrier
- Vladimir Petrović
- Robert Pintenat
- Stephane Plancque
- René Pleimelding
- Lionel Potillon
- William Prunier
- Benjamin Psaume
- Mathieu Puig

## R
- Adrien Regattin
- Walid Regragui
- Peter Reichert
- Rob Rensenbrink
- Christophe Revault
- Teddy Richert
- Rémy Riou
- Rudy Riou
- Anthony Robic
- Yvon-Samuel Robinet
- Dominique Rocheteau
- Alaixys Romao
- Sebastián Romero
- Yannick Rott
- Laurent Roussey
- Olivier Roussey
- Jean-Christophe Rouviere
- Aulis Rytkönen

## S
- Aboubacar Sankharé
- Federico Santander
- Didier Santini
- Francileudo dos Santos
- Jean-Luc Sassus
- Rinus Schaap
- Roland Schmitt
- Ernest Schultz
- Philippe Schuth
- Kelvin Sebwe
- Mamadou Seck
- Didier Senac
- Nicolas Seube
- Donald-Olivier Sié
- Pantxi Sirieix
- Moussa Sissoko
- Julien Sola
- Gérard Soler
- Ahmed Soukouna
- Ljubisa Stefanović
- Joop Stoffelen
- Yannick Stopyra
- David Suarez

## T
- Franck Tabanou
- Yannis Tafer
- Nabil Taïder
- Alberto Tarantini
- Alassane Toure
- Bassidiki Touré
- Dobrivoje Trivić

## U
- Cédric Uras

## V
- Mathieu Valverde
- Gilbert Van Binst
- Georges Van Straelen
- Marc Vidal
- René Vignal

## W
- Thorsten Walther
- Marc Weller
- Jean Wendling

## Z
- Mario Zatelli
- Roberto Zywica